# Saint-Salvi-de-Carcavès
Saint-Salvi-de-Carcavès é uma comuna francesa na região administrativa da Occitânia, no departamento de Tarn. Estende-se por uma área de 10.96 km², e possui 73 habitantes, segundo o censo de 2018, com uma densidade de 6.7 hab/km².